# Anthony Turner
Anthony Turner (8 de noviembre de 1979) es un deportista estadounidense que compitió en judo. Ganó una medalla de bronce en los Juegos Panamericanos de 2011, y dos medallas de bronce en el Campeonato Panamericano de Judo en los años 2001 y 2012.

## Palmarés internacional
| Juegos Panamericanos    | Juegos Panamericanos | Juegos Panamericanos | Juegos Panamericanos |
| Año                     | Lugar                | Medalla              | Categoría            |
| ----------------------- | -------------------- | -------------------- | -------------------- |
| 2011                    | Guadalajara (México) | Medalla de bronce    | +100 kg              |
| Campeonato Panamericano |                      |                      |                      |
| Año                     | Lugar                | Medalla              | Categoría            |
| 2001                    | Córdoba (Argentina)  | Medalla de bronce    | +100 kg              |
| 2012                    | Montreal (Canadá)    | Medalla de bronce    | +100 kg              |